# Aerofłot Open
Aeroflot Open – otwarty turniej szachowy organizowany od 2002 roku w Moskwie i sponsorowany przez linie lotnicze Aerofłot. W ramach turnieju rozgrywanych jest kilka grup festiwalowych (w których udział uzależniony jest od posiadanego rankingu Elo). Główna grupa festiwalowa (Open A) posiada corocznie wyjątkowo silną obsadę i uważana jest za najsilniejszy otwarty turniej na świecie. W 2013 turniej rozegrano systemem pucharowym tempem szachów szybkich.

## Zwycięzcy dotychczasowych turniejów
| Lp | Rok  | Zwycięzcy                                                                                    | Źródło |
| -- | ---- | -------------------------------------------------------------------------------------------- | ------ |
| 1  | 2002 | Grigorij Kajdanow, Aleksandr Griszczuk, Wadim Miłow Aleksiej Aleksandrow, Aleksandr Szabałow |        |
| 2  | 2003 | Wiktor Bołogan, Aleksiej Aleksandrow Aleksiej Fiodorow, Piotr Swidler                        |        |
| 3  | 2004 | Siergiej Rublewski, Walerij Filippow, Rafael Waganian                                        |        |
| 4  | 2005 | Emil Sutowski, Andriej Charłow, Wasyl Iwanczuk Aleksandr Motylow, Władimir Akopian           |        |
| 5  | 2006 | Baadur Dżobawa, Wiktor Bołogan Krishnan Sasikiran, Szachrijar Mammedjarow                    |        |
| 6  | 2007 | Jewgienij Aleksiejew                                                                         |        |
| 7  | 2008 | Jan Niepomniaszczij                                                                          |        |
| 8  | 2009 | Étienne Bacrot, Ołeksandr Moisejenko                                                         |        |
| 9  | 2010 | Lê Quang Liêm                                                                                |        |
| 10 | 2011 | Lê Quang Liêm, Nikita Witiugow, Jewgienij Tomaszewski                                        |        |
| 11 | 2012 | Mateusz Bartel, Anton Korobow, Pawło Eljanow                                                 |        |
| 12 | 2013 | Siergiej Kariakin                                                                            |        |
| 13 | 2015 | Jan Niepomniaszczij, Daniił Dubow                                                            |        |
| 14 | 2016 | Jewgienij Najer, Boris Gelfand                                                               |        |
| 15 | 2017 | Władimir Fiedosiejew                                                                         |        |
| 16 | 2018 | Uładzisłau Kawalou                                                                           |        |
| 17 | 2019 | Kaido Külaots, Hajk Martirosjan                                                              |        |